# Abdel Fattah Ismaïl
Pour les articles homonymes, voir Ismail.
 (août 2024).
La mise en forme du texte ne suit pas les recommandations de Wikipédia : il faut le « wikifier ».
Les points d'amélioration suivants sont les cas les plus fréquents. Le détail des points à revoir est peut-être précisé sur la page de discussion.
- Les titres sont pré-formatés par le logiciel. Ils ne sont ni en capitales, ni en gras.
- Le texte ne doit pas être écrit en capitales (les noms de famille non plus), ni en gras, ni en italique, ni en « petit »…
- Le gras n'est utilisé que pour surligner le titre de l'article dans l'introduction, une seule fois.
- L'italique est rarement utilisé : mots en langue étrangère, titres d'œuvres, noms de bateaux, etc.
- Les citations ne sont pas en italique mais en corps de texte normal. Elles sont entourées par des guillemets français : « et ».
- Les listes à puces sont à éviter, des paragraphes rédigés étant largement préférés. Les tableaux sont à réserver à la présentation de données structurées (résultats, etc.).
- Les appels de note de bas de page (petits chiffres en exposant, introduits par l'outil «  Source ») sont à placer entre la fin de phrase et le point final[comme ça].
- Les liens internes (vers d'autres articles de Wikipédia) sont à choisir avec parcimonie. Créez des liens vers des articles approfondissant le sujet. Les termes génériques sans rapport avec le sujet sont à éviter, ainsi que les répétitions de liens vers un même terme.
- Les liens externes sont à placer uniquement dans une section « Liens externes », à la fin de l'article. Ces liens sont à choisir avec parcimonie suivant les règles définies. Si un lien sert de source à l'article, son insertion dans le texte est à faire par les notes de bas de page.
- La présentation des références doit suivre les conventions bibliographiques. Il est recommandé d'utiliser les modèles {{Ouvrage}}, {{Chapitre}}, {{Article}}, {{Lien web}} et/ou {{Bibliographie}}. Le mode d'édition visuel peut mettre en forme automatiquement les références.
- Insérer une infobox (cadre d'informations à droite) n'est pas obligatoire pour parachever la mise en page.

Pour une aide détaillée, merci de consulter Aide:Wikification.
Si vous pensez que ces points ont été résolus, vous pouvez retirer ce bandeau et améliorer la mise en forme d'un autre article.
Abd al-Fattah Ismail Ali Al-Jawfi (arabe : عبد الفتاح إسماعيل علي الجوفي, romanisé : ʿAbd al-Fattāḥ Ismāʿīl ; 28 juillet 1939 – 13 janvier 1986) était un homme politique yéménite qui fut le dirigeant marxiste de facto du Yémen du Sud, officiellement la République démocratique populaire du Yémen, de 1978 à 1980 après le renversement du président Salim Rubai Ali. Il a été président du présidium du Conseil populaire suprême (chef de l’État) et fondateur, idéologue en chef et premier dirigeant du Parti socialiste yéménite du 21 décembre 1978 au 21 avril 1980. Il est mort dans des circonstances mystérieuses pendant la guerre civile au Yémen du Sud en 1986. Son corps n’a pas été retrouvé.

## Biographie
Abdul Fattah est né le 28 juillet 1939 dans le district d’Al-Hujariah, dans le gouvernorat de Taïz, dans le nord du Yémen. Bien que son père soit un faqīh (juriste islamique), il a reçu une éducation pauvre et rurale. Il suivit ensuite son frère aîné à Aden (qui était alors un protectorat britannique) où il fit ses études à l’école Ahliah dans le district de Tawahi. À l’âge de dix-sept ans environ, Abdul Fattah s’est inscrit dans un centre de formation des travailleurs de British Petroleum et a commencé à travailler dans une raffinerie de pétrole de 1956 à 1959 en tant qu’apprenti. C’est dans ce contexte qu’Abdul Fattah a commencé à développer une conscience politique centrée sur l’organisation syndicale et la défense des droits des travailleurs. En tant que cofondateur du Mouvement nationaliste arabe au Yémen du Sud, il a contribué à la formation d’un certain nombre de cellules du Mouvement avant d’être arrêté par les autorités coloniales britanniques à Aden pour incitation politique des travailleurs.
À la suite de l'indépendance en 1967, Abdul Fattah a été élu secrétaire général du Comité central du FLN le 22 juin 1969, faisant ainsi de lui le dirigeant de facto du pays. Il a également été élu membre du Présidium du Conseil populaire suprême en 1978. Il a joué un rôle de premier plan dans le dialogue entre le FLN et d’autres partis de gauche, ce qui a conduit à la formation du Parti socialiste yéménite (YSP). Il a été élu secrétaire général de l’YSP lors du premier congrès du parti en octobre 1978. Idéologiquement, il est considéré comme ayant favorisé le modèle soviétique de développement socialiste (par opposition aux alternatives maoïstes). En octobre 1979, Abdul Fattah a obtenu le Traité d’amitié et de coopération de 1979 avec l’URSS. Des traités similaires avec l’Allemagne de l’Est et l’Éthiopie ont suivi en 1981, après sa démission.
En 1980, il démissionne de tous ses postes pour des raisons de santé et est remplacé par Ali Nasir Muhammad. Cependant, en octobre 1985, il est élu au Politburo de l’YSP et en tant que secrétaire du Comité central, mais la crise a éclaté le 13 janvier 1986, dans une violente lutte à Aden entre les partisans d’Ali Nasir et ceux d’Abdul Fattah (guerre civile au Yémen du Sud). Les combats ont duré plus d’un mois et ont fait des milliers de victimes et ont été évincés par Ali Nasir.